# Юкаку

Самураї вибирають куртизанок в Йошіварі (18 століття)

Юкаку (яп. 遊廓, ゆうかく, «двір розваг», «квартал розваг») — заміський квартал в Японії 17 — першої половини 20 століття, в якому працювали ліцензовані владою доми розпусти. Інша назва: курува — «двір». Більшість кварталів розпусти були ізольовані від міського життя з метою профілактики злочинів, розбещеності й приватної проституції.

## Короткі відомості
Перші невеликі квартали розпусти з'явилися в Японії в другій половині 16 століття. Вони виникали стихійно через розростання і збагачення міст. Об'єднувач Японії Тойотомі Хідейоші поклав початок ліцензійним кварталам розпусти в Кіото та Осаці, заборонивши стихійну проституцію. Його курс продовжив шьоґунат Токуґава, який встановив у країні близько 20 ліцензійних кварталів. Він визначив правила їх забудови й використання.
До основних кварталів розпусти 17 — 19 століття входили квартал Йошівара в Едо, квартал Міроку в Сумпу, квартал Аюкава на острові Садо, квартал Шібая в Оцу, квартал Роккен в Цурузі, квартал Шімабара в Кіото, квартал Шюмоку в Фушімі, квартал Кіцуджі в Нарі, квартал Шіммачі в Осаці, квартал Ісоно в Хьоґо, квартал в Томо, квартал Інарі в Шімоносекі, квартал Янаґі в Хакаті, квартал Маруяма в Наґасакі та інші. До заборони шьоґунатом приватної проституції, більшість кварталів розпусти знаходилися в центральних міських районах або на перехресті важливих торговельно-траспортних шляхів.
У 18 — 19 століттях, з поширенням гедоністичних настроїв, у містах і постоялих дворах, де були відсутні ліцензовані квартали розпусти, виник великий попит на послуги куртизанок. Через це шьоґунат і регіональна влада ханів були змушені дозволити існування напівофіційної проституції. У містах виникли так звані «чайні квартали», аналоги кварталів розпусти, а у постоялих дворах — команди «офіціанток», які за невисоку ціну знімали втому з мандрівників. В результаті такої поступки уряду в трьох найбільших японських містах — Едо, Кіото та Осаці — стихійно сформувалися нові квартали розпусти: Фукаґава, Ґіон і Шіманоучі. Шьоґунат не ліцензував їх, але ліквідувати не зміг через популярність. Неспроможність влади контролювати приватну проституцію проявилася і в середині 19 століття, коли після краху курсу сакоку, виникли стихійні квартали розпусти для іноземців в Йокогамі та Хакодате.
Розмір і структура японських «дворів розваг» не були уніфікованими і різнилися за регіонами залежно від географічних, економічних та правових умов. Проте існували єдині для всіх «дворів» постанови шьоґунату, за якими кожен квартал розпусти повинен був знаходитися на околицях міста. Такий квартал оточувався ровом та стіною і мав один єдиний вхід з великими воротами. Вартові воріт слідкували за тим, щоб на територію «двору» не проникали злочинці, а також пильнували аби робітниці та куртизанки кварталу не втікали. За кордоном стіни знаходилися різноманітні будівлі: доми розпусти, розігрівальні, чайні, мистецькі зали, а також корчма і крамниця. Усі будівлі поділялися на класи — від вищого до найнижчого, залежно від статусу клієнтів, і групувалися у субквартали відповідно до цих класів. Існувала велика різниця в меню послуг куртизанок: заможних самураїв і купців розважали краще ніж міщан і селян. Оскільки сексуальні послуги надавали усі квартали розпусти без винятку, найпрестижніші з них намагалися тішити відвідувачів танцями, музикою, світськими розмовами тощо. Найоригінальнішими вважалися «двори розваг» у Кіото, Едо, Осаці та Наґасакі, куди часто навідувалася еліта тогочасного японського суспільства: вище самурайство, багаті торговці, поети, художники, актори. Завдяки цьому квартали розпусти впливали на розвиток японської естетики, музики, літератури, театру.
Після реставрації Мейджі 1869 року Японія почала вестернізуватися. 1872 року уряд країни прийняв закон, за яким суворо забороняв проституцію в будь-яких формах. Проте доми розпусти залишилися, змінивши свої назви з «домів розпусти» на «доми позичання». Їх взяло під свій контроль Міністерство внутрішніх справ Японії та поліція. В результаті уряд добився ліквідації приватної проституції, шляхом встановлення нових легалізованих кварталів розпусти і жорсткої системи нагляду за ними. На 1929 рік в країні існувало 546 подібних кварталів, в яких працювало 49 377 куртизанок та повій. Відмінною рисою кварталів розпусти нового часу від «дворів розваг» 17 — 19 століття було те, що вони втратили свою роль культурно-розважальних центрів, перетворившись на прості відомства з надання сексуальних послуг. Після Другої світової війни і окупації Японії легальна проституція була заборонена, однак у містах підпільно продовжували діяти особливі квартали «червоних ліхтарів».
В квітні 1958 року Парламент Японії прийняв закон який остаточно заборонив проституцію в країні та ліквідував квартали розпусти.